# Нагейе, Абди
Абди Нагейе (нидерл. Abdi Nageeye; род. 2 марта 1989, Могадишо) − нидерландский легкоатлет сомалийского происхождения, серебряный призёр летних Олимпийских игр 2020 в Токио в марафоне.

## Биография
Абди Нагейе родился 2 марта 1989 года в Могадишо, Сомали, незадолго до начала гражданской войны в этой стране. В 1996 году он покинул дом со своими двумя братьями и переехал в Нидерланды, где прожил следующие четыре года в Ден-Хелдере со своим сводным братом, который уже иммигрировал, и пошел в школу. Когда ему было десять лет, сводный брат отвез его в Сирию, где они прожили следующие три года, прежде чем вернуться на ферму своих родителей в Сомали. Тем не менее, Абди лелеял желание вернуться в Нидерланды, что ему наконец удалось после поездки в соседнюю Эфиопию, где он нашел приемную нидерландскую семью на Ольдебруке.
Вскоре после этого он стал гражданином Нидерландов. Спортивная карьера у него началась с игры в футбол, прежде чем он переключился на легкую атлетику в 2007 году и начал тренироваться в местном клубе.
Абди свободно говорит на сомалийском, голландском, арабском, английском и амхарском языках.

## Спортивная карьера
Абди Нагейе финишировал 8-м на Бостонском марафоне 2016 года.
В 2016 году впервые принял участие в летних Олимпийских играх в Рио-де-Жанейро, после того, как в 2015 году в Амстердаме он превысил требуемую квалификационную норму. На Олимпиаде частвовал в марафоне и финишировал одиннадцатым в марафоне со временем 2:13:01 ч.
В 2018 году он участвовал в мужском марафоне на чемпионате Европы по легкой атлетике 2018 года в Берлине, однако там он не смог закончить марафон.
Некоторое время жил в Кении, где тренировался с местными бегунами на длинные дистанции.
Абди Нагейе в настоящее время (на август 2021 года) является членом международной команды элитных бегунов на длинные дистанции «NN Running Team», которой управляет «Global Sports Communication» в Неймегене, Нидерланды.

## Олимпиада 2020 в Токио
В 2021 году Абди Нагейе участвовал в своих вторых летних Олимпийских играх, где марафон был перенесен из Токио в Саппоро из-за климатических условий. Он одержал победу в финишном спринте со временем 2:09:58 против своего бельгийского друга Башира Абди и кенийца Лоуренса Чероно и отпраздновал свой величайший спортивный успех, завоевав серебряную медаль, уступив только двукратному олимпийскому чемпиону и рекордсмену мира Элиудом Кипчоге.

## Личные рекорды
На открытом воздухе
- Полумарафон — 1 час 00 мин. 24 мин., Маругаме, 3 февраля 2019 г., NR
- Марафон — 2ч06: 17, Роттердам, 7 апреля 2019 г., NR